# Олга Илић
Олга Илић-Христилић (Солун, 5. фебруар 1880 — Београд, 17. јануар 1945) била је српска глумица и певачица. Глумачку каријеру започела је и завршила у Нишу. Звали су је српском Саром Бернар, а запамћена је и као прва позната Српкиња која се фотографисала обнажена. Умрла је заборављена, у беди, у старачком дому.

## Детињство и младост
Олга Илић рођена је у Солуну као Олга Гашпаровић, ванбрачна кћи Француза Гастона Санта и мајке Марије Гашпаровић. Најраније детињство, до седме године, провела је у француском самостану. Тада јој умире отац и она са мајком одлази у Ниш. У Нишу је Олга завршила два разреда гимназије.

## Глумачка каријера
Њена мајка радила је тада у нишком хотелу „Европа” и ту је четрнаестогодишња Олга одиграла своју прву позоришну улогу, улогу младог сликара Стефана у представи Трње и ловорике. Прву праву велику улогу одиграла је годину дана касније, у петнаестој години, приликом гостовања много старијег и искуснијег глумца Љубе Станојевића. Играла је Дездемону у Отелу. По природи радознала и немирног духа, Олга се придружује циркусу „Фиори”, али са овом трупом не остаје дуго, већ се убрзо и опет на кратко, опробава у „Пиколо театру”, позоришту лутака. У овом позоришту упознаје глумца Косту Илића и удаје се за њега. Од тада па надаље наступа као Олга Илић, односно Илићка.
Са својим мужем Костом Илићем Олга је од 1896. до 1898. била члан неколико путујућих дружина и градских позоришта у Вараждину и Шапцу. Коначно, 1898. године добија ангажман у Народном позоришту у Београду. У народно, позоришту Олга иде из важне у важнију улогу, од Офелије у Хамлету до Есмералде у Звонару Богородичине цркве. Публика је поздравља овацијама, али због сукоба са колегиницама и скандала који су је пратили, она не успева да добије стални ангажман, па у марту 1900. године напушта Народно позориште и потом наступа у београдским ревијалним позориштима „Веселе вечери“ Косте Делинија (1900), “Орфеум“ Бране Цветковића (1901), „Весело позориште“ Михаила-Мике Бакића (1903). Потом је, у сезони 1904/1905, и сама водила путујуће позориште кроз Босну. Након тога ступила у београдско „Позориште код Слоге“ Михаила-Мике Стојковића и у Градско позориште у Шапцу (1906), а између 1906. и 1909. године гостовала је у разним театрима. Године 1909. била је првакиња београдског „Позоришта код Булевара” под управом Богобоја Руцовића, а од јесени 1910. београдске „Опере” Жарка Савића, са којом је 1911. године гостовала и у Новом Саду. Помало уморна од „чергарења”, Олга Илић одлучује да се врати у Ниш, где се, у позоришту „Синђелић”, данашњем нишком Народном позоришту, упушта у нешто што је дотад на сцени урадила само славна Сара Бернар: игра најзахтевнију мушку улогу икад написану — данског принца Хамлета. Записи кажу да га је одиграла „врло интелигентно и психолошки продубљено говорила текст”, што није једина мушка улога коју је играла. Током 1912. године наступала је у Осијечком казалишту под именом Оливера Сант (узимајући презиме свог оца), а наредне, 1913. године, на позив управника Бранислава Нушића, постаје чланица новооснованог Народног позоришта у Скопљу.
Како у то време траје Други балкански рат, бугарске власти интернирају Олгу, да би је потом ангажовале за приредбе у корист српске сиротиње. О томе је Олга, у својој аутобиографији записала:
| „ | ... Није било више позоришта, није више било аплауза и цвећа. Застор је заувек пао и скрио скопљанску позорницу. Моји другови прелазили су снежне голети Албаније или умирали иза бодљикавих жица далеких логора. Нестало је песме, седељки и заноса, свега што је до тада био мој живот, а на улицама крвави ужас рата који је моју душу, навикнуту на илузије, доводио до очајања. Бугарске власти ме из Скопља интернирају у Лесковац, затим у Ниш и Књажевац... Сваке недеље певала сам у цркви и знам да су та моја наступања под окупацијом изазивала дивљење и одобравање наших грађана, јер су им уливала веру и наду у ослобођење... | ” |

После ослобођења, српске власти су ова Олгина наступања протумачиле као служење окупатору. Ухапшена је и оптужена за велеиздају. Три месеца чамила је у подруму скопског затвора. На залагање пријатеља, међу којима је био и њен, тада већ бивши муж и под притиском јавности и позоришне публике, Олга је ослобођена оптужби и поново је постала чланица Народног позоришта у Скопљу, где је одиграла и своју последњу улогу Коштане, али време проведено у тамници и неправда која јој је нанета оставили су на њу дубок траг.
Удајом за глумца Петра Христилића постала је члан и редитељ његове путујуће трупе (1923—1929), а у међувремену (1927—1928) са њим управља Градским позориштем у Лесковцу. У сезонама 1930/31. и 1931/32 члан је Српског народног позоришта у Новом Саду, а од 1932. до 1934. године је поново у позоришту „Синђелић” у Нишу, где је прославила 35-огодишњицу уметничког рада улогом Лукреције Борџије у истоименој Игоовој драми. Овај јубилеј представљао је уједно и њен опроштај са сценом.
Ретко је која глумица њене генерације у Србији располагала толиким распоном талента и изражајних могућности као она. Од ране младости носила је улоге поетичних и младодрамских хероина у класици, као што су Дездемона, Јулија, Офелија и друге. Када су уочене њене могућности у улогама субрета из музичког репертоара постала је звезда ревијално-музичких програма у београдским булеварским позориштима. Причало се навелико о њеној лепоти, шарму, темпераменту, боемском духу, ексцентричностима у стилу Саре Бернар и о њеном изузетном сценском дару. Непосредно пред балканске ратове репертоари позоришта су подешавани њеним тежњама да се афирмише као примадона репрезентативног драмског жанра. После рата је тумачила роле духовитих дама у француским конверзационим комадима, војвоткиња, краљица и класичних хероина у ликовима трагичних мајки и старица, достижући највиши степен надахнућа и саживљености, драмске снаге и сценске експресије.

### Најважније улоге
- Сипријена (Разведимо се, Викторијен Сарду)
- Мали лорд (Мали лорд, Френсис Хоџсон Бернет)
- Маргарета Готје (Госпођа с камелијама, Александар Дима Син)
- Коштана (Коштана, Бора Станковић)
- Лукреција Борџија (Лукреција Борџија, Виктор Иго)
- Хамлет (Хамлет, Вилијам Шекспир)
- Стева Драгић (Сеоска лола, Еде Тот)[4]

## Певачка каријера
Боравећи у Шапцу, између 1896. и 1898. године, сусрела се са Цицварићима и заљубила се у њихове севдалинке. Нешто касније упознала је Жарка Илића, сина Јове Илића, који ју је охрабрио да почне да се бави певањем. Олга Илић је, поред своје глумачке каријере, снимила преко двадесет пет плоча и постала омиљена и позната певачица севдалинки. Свој раскошни певачки таленат често је приказивала и док је живела у Београду, у Скадарлији, где је током тог периода и становала. О својим певачким почецима и познанству са Жарком она пише:
| „ | ... Тада су постале оне севдалинке, оне печалне македонске песме и страсне босанске запевке, које сада слушам са незнаних грамофона кад идем тамним улицама Ниша... | ” |

## Приватни живот
Око 1896. године Олга упознаје Косту Илића и удаје се за њега. Коста Илић био је даровит глумац, висок, атлетског стаса и лепог лица. На позорници је деловао више него упечатљиво, али у браку је био, како сама пише „тиранин, који је избио око мојој лутки”. Ипак, њих двоје су, упркос замршеној љубавној вези пуној мржње, гоњени глумачком страшћу и боемским немирима, заједно чергарили по разним позориштима широм Србије и околних земаља. Према Олгином писању у аутобиографији, у време њеног тамновања 1913. већ су били разведени. Ипак, поново се удала тек после Костине смрти, 1923. године, за глумца и редитеља Петра Христилића. Њих двоје наредних седам година путују и глуме у својој позоришној трупи по целој Србији. Петар Христилић умире 1937. године, а Олга своје последње године проводи у Београду, живећи у старачком дому, у беди и од милостиње оних који је још нису заборавили. Умрла је 18. јануара 1945. године у шездесет петој години.

## Сећања
У име сећања на ову велику уметницу данас једна улица у Нишу, у општини Пантелеј, носи име Олге Илић.